# Arzama pallida
Arzama pallida là một loài bướm đêm trong họ Noctuidae.